# Coronidia ecuadorensis
Coronidia ecuadorensis är en fjärilsart som beskrevs av Embrik Strand 1911. Coronidia ecuadorensis ingår i släktet Coronidia och familjen Sematuridae. Inga underarter finns listade i Catalogue of Life.